# 12 puntos de la Revolución húngara de 1848

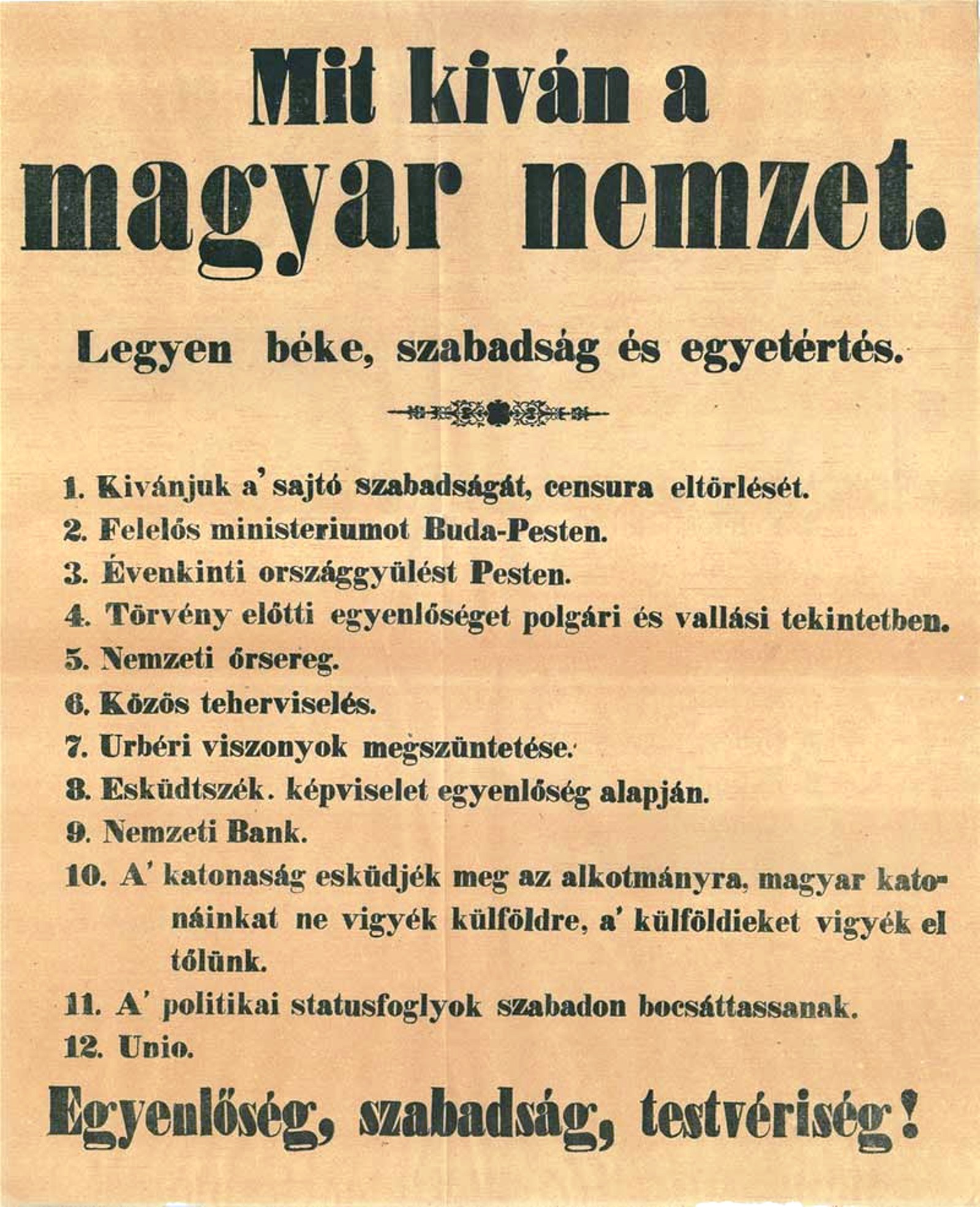
Impresión original de los 12 puntos de 1848

Los 12 puntos (en húngaro: 12 pont) fue una lista de demandas escrita por los líderes de la revolución húngara de 1848, entre los cuales figuran Lajos Kossuth, József Irinyi y los intelectuales Sándor Petőfi, Mór Jókai entre otros.

## Antecedentes
En 1526, tras la derrota de los húngaros en la batalla de Mohács, donde su rey murió a manos de los turcos, la corona del reino pasó a manos de Fernando I de Habsburgo. A partir de ese momento, una serie de monarcas germánicos de dicha Casa reinaron sobre Hungría, venciendo varios movimientos independentistas liderizados por Príncipes húngaros de Transilvania como Esteban Bocskai y Gabriel Bethlen, quienes deseaban que el reino saliese de la esfera de influencia de los germánicos.
El creciente poder de los monarcas Habsburgo sobre la nobleza y plebe húngara sofocaba durante ya varios siglos la libertad de dicha nación, habiendo realizado inclusive varios intentos por germanizarlos. Sin embargo en el siglo XIX comenzó un proceso de nacionalismo en Hungría, que pronto promovió al estallido de la revolución en 1848, luego de que otras naciones europeas se revelasen contra los Habsburgo (en el caso húngaro, la revolución se transformó en una guerra de independencia que duró cerca de un año, hasta que fue sofocada a principios de 1849 por el emperador Francisco José I con ayuda de los ejércitos del zar ruso).
El 15 de marzo de 1848 estalló la revolución en Budapest, donde los 12 puntos fueron constantemente recitados en voz alta en las calles junto con el poema de Sándor Petőfi conocido como Nemzeti dal, sentando las bases intelectuales y sentimentales del movimiento independentista húngaro.

## Los 12 puntos
El documento fue reproducido en la imprenta de Landerer & Heckenast:
Qué es lo que quiere la nación húngara.
¡Permitan que haya paz, libertad y concordia!
1. Deseamos libertad de prensa y la abolición de la censura.
2. Un ministerio independiente en Budapest.
3. Asambleas parlamentarias anuales en Pest.
4. Igualdad civil y religiosa ante la ley.
5. Una Guardia nacional húngara.[1]
6. Pago de impuestos equitativo.[2]
7. La abolición del servilismo.[3]
8. Jurados húngaros y representación en bases iguales.
9. La creación de un banco nacional húngaro.
10. Que el ejército húngaro jure apoyar a la nación, que nuestros soldados no sean llevados al extranjero y que los soldados extranjeros sean removidos de territorio húngaro.[4]
11. La liberación de los presos políticos.
12. La unión (con Transilvania).[5]

¡Igualdad, Libertad, Fraternidad!

### Complementos
1. ↑  Puesto que los germánicos habían tenido que enfrentar revueltas húngaras que deseaban independizarse de su poder, los ejércitos o milicias húngaras habían sido abolidas.
2. ↑  La nobleza no pagaba ningún tipo de impuestos en el reino húngaro desde 1222, cuando el rey Andrés II de Hungría sancionó la Bula de Oro. De esta manera, este escrito buscaba que tanto nobles como plebeyos pagasen por igual los impuestos
3. ↑  Si bien en la mayoría de las naciones europeas ya se había abolido el servilismo, en Hungría los nobles aún tenían control sobre gran parte de la vida de sus trabajadores y siervos.
4. ↑  Para mantener control en el reino húngaro, existían guarniciones germánicas perennes, y en muchas ocasiones para evitar la muerte de sus soldados, el emperador enviaba a soldados húngaros a las batallas
5. ↑  El Reino de Hungría fundado en el 1000 por el rey San Esteban I de Hungría comprendía los territorios de la Cuenca de los Cárpatos, incluyendo la región de Transilvania. Luego de la Batalla de Mohács en 1526, el reino húngaro se dividió en tres partes, una oeste bajo influencia germánica, una central bajo influencia turca y una oriental en la forma del Principado de Transilvania, gobernada por un Príncipe húngaro. Ambos centros de poder tuvieron el objetivo primordial por casi 160 años de reunificar el reino. Por una parte, la corona húngara en manos de los Habsburgo buscaría constantemente controlar a los húngaros transilvanos y por otra los Príncipes húngaros conducirían varias guerras contra ellos.
Finalmente con la paz de Karlowitz en 1699 se reunificó el reino húngaro bajo la figura del monarca Habsburgo. Transilvania se reanexionó al territorio húngaro, pero su posición entonces no era de completa unión, sino como una región sujeta al reino.
6. ↑  Éste es sencillamente el lema adoptado en la Revolución francesa.